# 単為結果
単為結果（たんいけっか）とは、植物において、受精が行われずに子房壁や花床が肥大して果実を形成すること。このようにしてできた果実は通常無核果である。自然界でもバナナやパイナップルなどは単為結果し種子のない実をつけることがある（原種に近いものほど種子がみられる頻度が高い、また種子が大型のことが多い）。種なしブドウはストレプトマイシンを用いて、種なしスイカは三倍体植物を育成し、それぞれ人工的に種子のない果実を作った単為結果の例である。

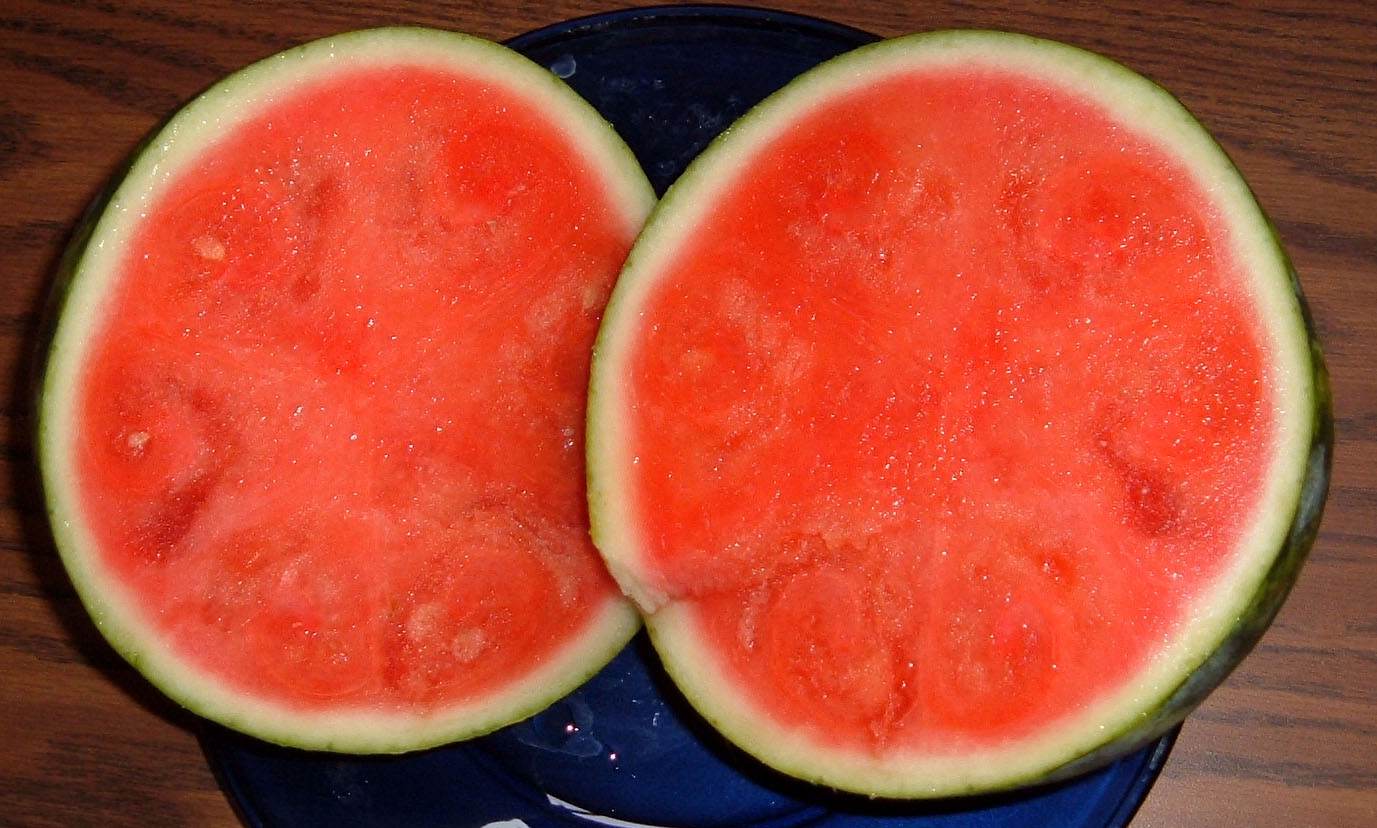
種なしスイカ